# Minidrama
Ein Minidrama, auch Dramolett oder Mikrodrama (letzterer Begriff wurde von Wolfgang Bauer kreiert), ist ein kurzes Theaterstück, das maximal 15 bis 20 Minuten dauert, meist aber wesentlich kürzer ist.
Zu Minidramen zählen Sketch, Vorspiel, Epilog, theatralische Kurzgeschichten, Einakter, Fragmente, kurze Monologe, Pantomime sowie Stegreif-Improvisationen.
Oft sind Minidramen absurd, grotesk oder makaber.
Bekannte Autoren von Minidramen sind u. a. Samuel Beckett, Robert Walser, Harold Pinter, Thomas Bernhard, Elfriede Jelinek, Antonio Fian (der seine Stücke als Dramolette bezeichnet), die Mitglieder der Wiener Gruppe, Daniil Charms und Ken Campbell. Wolfgang Bauer zeigte mit seinen Mikrodramen (1962/63) die Grenzen des Theaters auf, indem er innerhalb von nicht einmal fünf Minuten dauernden Stücken mittels Regieanweisung beispielsweise eine DC-6 erst von der Bühne starten, schließlich wieder abstürzen (im Mikrodrama Die drei Musketiere), 10.000 Apachen über die Bühne reiten und das gesamte Opernwerk Richard Wagners ohne Unterbrechung aufführen lässt (im Mikrodrama Richard Wagner). Theoretisch sprengt letzteres, und zwar von der Länge her, auch die Genregrenzen des Minidramas, doch Bauers Mikrodramen gelten als unaufführbar und sind demgemäß reine Lesedramen (der Text des besagten Stückes umfasst nicht mehr als drei Seiten).

## Publikationen
- Wolfgang Bauer: Mikrodramen. (Entstanden 1962/63. In: W. Bauer: Werke, Bd. 1: Einakter und frühe Dramen. Graz, Wien: Droschl 1986.) ISBN 3-85420-126-5
- Karlheinz Braun (Hrsg.): MiniDramen. (versammelt 111 Minidramen, von H.C. Artmann über Samuel Beckett, Harold Pinter, Monty Python und sogar Arthur Schopenhauer bis zu Thornton Wilder. Verlag der Autoren 1987) ISBN 978-3-88661-082-2
- Thomas Richhardt: Praxismaterial. Szenisches Schreiben im Unterricht. Minidramen. Texte zum Nachspielen, Übungen und Methoden. (Kallmeyer Verlag 2016) ISBN 978-3-7727-1056-8